# Kalvø (Guldborg Sund)
 For alternative betydninger, se Kalvø. (Se også artikler, som begynder med Kalvø)
Kalvø er en lille ubeboet ø i den sydlige del af Guldborg Sund mellem Lolland og Falster.
Det højeste punkt på øen er 3 m over havets overflade.
Kalvø blev tidligere brugt til sommergræsning af køer. Otte bønder på Hasselø ejede øen, og hver sommer blev kreaturerne sejlet til græsning på Kalvø. Den transport foregik i udhulede egetræstammer – eger, som endnu var i brug i 1887.
Kalvø er fredet og der er adgangsforbud i fuglenes yngletid.